# Ветляный
Ветляный —хутор в Новоузенском районе Саратовской области в составе сельского поселения Дмитриевское муниципальное образование. 

## География
Находится на расстоянии примерно 25 километров по прямой на северо-запад от районного центра города Новоузенск.

## История
Официальная дата основания 1933 год.  

## Население
Постоянное население составило 11 человек (100% казахи) в 2002 году, 4 в 2010.